# منتخب مصر لكرة الطائرة للسيدات
منتخب مصر لكرة الطائرة للسيدات هو المنتخب الممثل لمصر في البطولات الدولية والمباريات الودية لكرة الطائرة للسيدات.

## بطولة العالم
- 1952 إلى 1986 — لم تشارك
- 1990 — المركز الـ16
- 1994 إلى 1998 — لم تشارك
- 2002 — المركز الـ22
- 2006 — المركز الـ23
- 2010 إلى 2014 — لم تشارك

## بطولة أفريقيا
- 1976 — المركز الأول
- 1985 — المركز الثاني
- 1987 — المركز الثالث
- 1989 — المركز الأول
- 1991 — المركز الثاني
- 1993 — المركز الثاني
- 2003 — المركز الأول
- 2005 — المركز الثالث
- 2007 — المركز الرابع
- 2011 — المركز الثالث

## ألعاب عموم أفريقيا
- 1978: لم تشارك
- 1987: المركز الأول
- 1991: المركز الثاني
- 1995: المركز الثالث
- 1999: المركز الثاني
- 2003: المركز الثاني
- 2007: المركز السادس
- 2011: لم تشارك

## دورة الألعاب العربية
- 2011: المركز الأول

## دورة ألعاب البحر الأبيض المتوسط
- 1975 : المركز الرابع
- 1979 : المركز السادس
- 1983 إلى 1987 : لم تشارك
- 1991 : المركز السابع
- 1993 إلى 2009 : لم تشارك